# Ophiopsila
Ophiopsila is een geslacht van slangsterren uit de familie Ophiocomidae. De wetenschappelijke naam van het geslacht werd in 1843 voorgesteld door Edward Forbes. Hij beschreef toen ook de typesoort Ophiopsila aranea die hij in de Egeïsche Zee had gevonden.

## Soorten
- Ophiopsila abscissa Liao, 1982
- Ophiopsila annulosa (M. Sars, 1859)
- Ophiopsila aranea Forbes, 1843
- Ophiopsila bispinosa A.M. Clark, 1974
- Ophiopsila brevisquama Koehler, 1930
- Ophiopsila californica A.H. Clark, 1921
- Ophiopsila caribea (Ljungman, 1872)
- Ophiopsila dilatata Koehler, 1930
- Ophiopsila fulva Lyman, 1878
- Ophiopsila glabra Koehler, 1930
- Ophiopsila guineensis Koehler, 1914
- Ophiopsila hartmeyeri Koehler, 1913
- Ophiopsila maculata (Verrill, 1899)
- Ophiopsila multipapillata Guille & Jangoux, 1978
- Ophiopsila multispina Koehler, 1930
- Ophiopsila novaezealandiae Baker, 1974
- Ophiopsila pantherina Koehler, 1898
- Ophiopsila paucispina Koehler, 1907
- Ophiopsila picturata Koehler, 1930
- Ophiopsila platispina Koehler, 1914
- Ophiopsila polyacantha H.L. Clark, 1915
- Ophiopsila polysticta H.L. Clark, 1915
- Ophiopsila riisei Lütken, 1859
- Ophiopsila seminuda A.M. Clark, 1952
- Ophiopsila squamifera Murakami, 1963
- Ophiopsila timida Koehler, 1930
- Ophiopsila vittata H.L. Clark, 1918